# Indywidualny Puchar Europy 125 cm³ w miniżużlu
Indywidualny Puchar Europy 125 cm³ w miniżużlu (ang. European 125cc Youth Track Racing Cup) – międzynarodowe rozgrywki miniżużlowe dla zawodników do 10. do 16. roku życia w kategorii pojemnościowej 125 cm³. Rozgrywane są od 2004 roku. Do 2012 roku rozgrywane wyłącznie na torach trawiastych jako indywidualny Puchar Europy 125 cm³ w grass tracku (ang. European 125cc Youth Grass Track Cup).

## Medaliści
| Rok          | Miejsce     | Złoto                  | Srebro                 | Brąz                | Źr.    |
| ------------ | ----------- | ---------------------- | ---------------------- | ------------------- | ------ |
| Grass Track  |             |                        |                        |                     |        |
| 2004         | Siddeburen  | Ramon Stanek           | Jan Okke Loonstra      | Michael Kammermeier | [ 2 ]  |
| 2005         | Haunstetten | Nick Lourens           | Marcel Helfer          | Kai Huckenbeck      | [ 2 ]  |
| 2006         | Blijham     | Nick Lourens           | Christian Rinkenburger | Maurin Vochteloo    | [ 2 ]  |
| 2007         | Roden       | Maik Hoffmann          | Christian Rinkenburger | Philine Ittermann   | [ 2 ]  |
| 2008         | Tayac       | Christian Rinkenburger | Richard De Biasi       | Andre Majewsky      | [ 2 ]  |
| 2009         | Haunstetten | Dimitri Bergé          | Andre Majewsky         | Jordan Dubernard    | [ 2 ]  |
| 2010         | Loppersum   | Jordan Dubernard       | Romano Hummel          | Michael Härtel      | [ 2 ]  |
| 2011         | Morizès     | Sandro Wassermann      | Daniel Spiller         | Jordan Dubernard    | [ 2 ]  |
| 2012         | Blijham     | Patrik Mikel           | Darrell de Vries       | Jordan Dubernard    | [ 2 ]  |
| Track Racing |             |                        |                        |                     |        |
| 2013         | Pardubice   | Patrik Mikel           | Zach Wajtknecht        | Darrell de Vries    | [ 3 ]  |
| 2014         | Pilzno      | Jarno de Vries         | Marcel Studziński      | Marcin Kościelski   | [ 4 ]  |
| 2015         | Olching     | Marcin Turowski        | Kyle Bickley           | Jan Kvěch           | [ 5 ]  |
| 2016         | Divišov     | Jan Kvěch              | Lukas Wegner           | Filip Šifalda       | [ 6 ]  |
| 2017         | Toruń       | Filip Šifalda          | Daniel Klíma           | Bartosz Tyburski    | [ 7 ]  |
| 2018         | Divišov     | Jaroslav Vaníček       | Bruno Belan            | Vojtěch Šachl       | [ 8 ]  |
| 2019         | Toruń       | Jaroslav Vaníček       | Vojtěch Šachl          | Luke Harrison       | [ 9 ]  |
| 2020         | Pilzno      | Adam Bednář            | Maksymilian Pawełczak  | Vojtěch Šachl       | [ 10 ] |
| 2021         | Równe       | Krzysztof Harendarczyk | Roman Kapustin         | Krystian Gręda      | [ 11 ] |
| 2022         | Pardubice   | Lester Matthijssen     | Thies Schweer          | Karel Průša         | [ 12 ] |
| 2023         | Gdańsk      | Mieszko Mudło          | Krzysztof Harendarczyk | Jakub Plutowski     | [ 13 ] |
| 2024         | Žarnovica   | Franciszek Szczyrba    | Andžejs Smuļkevičs     | Levi Böhme          | [ 14 ] |
| 2025         | Ryga        | Andžejs Smuļkevičs     | Bartosz Bartkowiak     | Arsenij Mykulczyn   | [ 15 ] |